# Principe de Church-Turing-Deutsch
Le principe de Church-Turing-Deutsch est une forme plus forte de la thèse de Church (ou thèse de Church-Turing) qui a été formulée par David Deutsch en 1985. Selon ce principe, un calculateur universel peut simuler tous les processus physiques.
Tel qu'il a été énoncé par Deutsch, la formulation est la suivante :

« Every finitely realizable physical system can be perfectly simulated by a universal model computing machine operating by finite means. »

« N'importe quel système physique fini réalisable peut être parfaitement simulé par un modèle de machine calculatrice opérant par des moyens finis. »